# Manhwa
Manhwa (만화?, 漫畵?) è il termine che indica genericamente, nella lingua coreana, i fumetti e i cartoni animati. Al di fuori della Corea il termine indica i fumetti realizzati nella Corea del Sud, anche se l'industria del fumetto sta emergendo anche in Corea del Nord. 

## Terminologia
I termini 漫画 (manga), 漫畫 (manhua) e 만화 (漫畫 manhwa), 만필화 (漫筆 畫, manpilhwa) significano sempre fumetti rispettivamente nelle lingue giapponese, cinese e coreano. Il termine, insieme a "manga", è imparentato con "manhua" cinese. Il loro uso al di fuori dei rispettivi paesi di origine deriva dal successo internazionale del manga giapponese. L'autore di un manhwa è chiamato manhwaga.

## Storia

### Origini
Come il manga giapponese e il manhua cinese, il manhwa è fortemente influenzato dall'arte asiatica classica e in particolare cinese. Le antiche incisioni del X secolo furono usate per disseminare i canoni buddhisti nella popolazione. Nell'incisione coreana Bomyeongshibudo (보명 십우도 / 普明 十 牛 圖), una mucca racconta una favola buddista. La pagina viene ritagliata in riquadri e l'immagine sopra il testo lo illustra. Siamo già nell'arte sequenziale propria del fumetto. Durante il periodo Joseon, i ritratti dipinti sono non privi di umorismo e questa tradizione si riflette nelle illustrazioni delle copertine dei romanzi popolari, dei manifesti e più tardi nei primi fumetti veri e propri. I poemi letterari (Kasa 가사), i romanzi popolari (Japga 잡가), i pansori (판소리) hanno un posto importante nella narrativa e non esitano a criticare la società. Queste caratteristiche (l'importanza della narrazione, la critica della società) si trovano nel manhwa. Manhwa si sviluppò così sotto una duplice influenza: la tradizione epica e l'arte pittorica orientale basata sulla linea.

### L'occupazione giapponese (1909-1945)
Il 30 ottobre 1883 esordisce il primo giornale coreano: Hanseongsunbo 한성순 보 / 漢城 旬報. Altri ne seguirono, tutti controllati dal governo. In questi primi giornali molte illustrazioni aiutano a comprendere le notizie. Il 2 giugno 1909, con l'esordio di Daehanminbo 대한 민보 / 大 韓 民 報, nasce il primo manhwa. Nella prima pagina, sotto il titolo Saphwa (삽화), i coreani possono scoprire l'opera del caricaturista Lee Do-yeong (이도영). Incisa sul legno, l'opera di Lee Do-Yeong cerca di risvegliare lo spirito del popolo coreano attraverso un lavoro allo stesso tempo satirico (funzionari pro-giapponesi sono rappresentati come scimmie) e didattico. La pubblicazione durò solo un anno e nell'agosto del 1910, iniziò l'occupazione giapponese, Daehanminbo fu soppresso. 
La stampa, così come il paese, è sottoposto a controlli molto duri. In seguito alla rivolta del 1º marzo 1919, il Giappone allentò la presa sulla stampa e nel 1920 furono pubblicati nuovi titoli, incluso altri fumetti. Dal 1924, con la serie I vani sforzi di un idiota (Meongteongguri heonmulkyeogi 멍텅구리 헛물 켜기) Noh Su-hyeong (노수형), pubblicato nella Chosun Ilbo (조선 일보 / 朝鮮 日報), il manhwa comincia ad adottare convenzioni del fumetto occidentale come la suddivisione della tavole e le nuvolette). Vengono pubblicate le prime raccolte e nascono riviste specializzate. Il manhwa diventa il mezzo preferito per criticare il giogo dell'oppressione giapponese. Allo stesso tempo, il governo giapponese pubblica anch'esso numerosi fumetti di propaganda per sostenere la produzione di riso o il coinvolgimento dei giovani per incoraggiarlo ad arruolarsi nell'esercito.

### Dalla fine della seconda guerra mondiale alla guerra di Corea (1945-1950)
Dopo la fine della seconda guerra mondiale e la liberazione dall'oppressione giapponese, il paese è sotto l'amministrazione americana e sovietica. Gli organi di stampa ritrovano parzialmente libertà di espressione e il manhwa satirico fa una timida ricomparsa. Il primo personaggio che raggiunge una certa popolarità, il professor Kojubu (김영환) di Kim Yong-hwan, viene pubblicato sul Seoul Times. Vengono create nuove riviste. Il 15 settembre 1948, Kim Yong-hwan fondò la Manhwa Haengjin (만화 행진 / 漫 畵 行進), prima rivista interamente dedicato al fumetto ma deve cessare la pubblicazione già al secondo numero, vittima di una forte censura. Tuttavia l'anno seguente, il 13 marzo 1949, Manhwas news inizia la sua pubblicazione settimanale che durerà un anno con molto successo. Questo giornale pubblica i migliori artisti del periodo come Kim Seong-hwan (김성환) Kim Yong-hwan (김영환), Shing Dong-Heon (신동헌), Kim In-hwan (김의환) o Lee Yong-chun (이영천 ). Come in Giappone, allo stesso tempo, i fumetti si sono emancipati dai quotidiani e sono diventati un genere popolare indipendente.
Con la guerra di Corea, il manhwa trova un posto centrale nella propaganda su entrambi i lati del conflitto. I disegnatori sono mobilitati e producono molti volantini, in particolare nel sud. Il soldato Todori di Kim Yong-hwan, che esalta il coraggio dei soldati, ha un enorme successo. La censura si sta però nuovamente indurendo colpendo i caricaturisti troppo critici che subiscono condanne. Tuttavia, per sostenere una società duramente colpita dalla guerra e dalla povertà, le riviste di manhwa aumentano le storie di avventura e di fantasia, come il Dr. Hendel di Choi Sang-Gwon (최상 권). Queste storie, chiamate takji manhwa (딱지만화), sono pubblicate soprattutto a Busan su riviste e giornali poco costosi con carta di bassa qualità e oggi ne rimangono solo poche copie; tuttavia, permettono ai giovani autori di esordire ed i fumetti iniziano a diversificarsi per soddisfare i gusti del crescente numero di lettori. Con questi autori il manhwa prende la sua forma contemporanea, con tavole e nuvolette.

### Dal 1950 al 1980
La fine della guerra di Corea segna l'inizio di un periodo molto prolifico per l'arte dei manhwa. Fino alla metà degli anni sessanta è accompagnato dall'apertura e dal rapido successo delle prime librerie che noleggiano fumetti: i manhwabang 만화방 / 漫 畵 房. Il mercato si va strutturando e nascono nuove case editrice specializzate come Manhwa Segyesa 세계사 세계사 e molti editori indipendenti pubblicano nuove riviste come il popolare Arirang 아리랑. Vengono pubblicati volumi di duecento pagine con storie complete, incoraggiando la realizzazione di storie lunghe e drammatiche in cui eccellono autori come Park Ki-jeong (박기정) o Kim Jong-rae (김정래). Il successo consente agli editori di lanciare e rivelare nuovi disegnatori e nuove forme di manhwa.
Fra la fine degli anni cinquanta e i primi anni sessanta il genere dominante è lo myeongrang manhwa (명랑 만화 / 明朗 漫 畵) ovvero il fumetto umoristico per adulti di poche pagine; la scuola coreana cresce e fiorisce con una nuova generazione di autori come Shin Dong-u (신동우) (김산호), Kim San-ho e Park Ki-dang (박기 당) che realizzano storie di fantascienza e fantasy mentre Park Ki-jeong (박기정) si concentra sul genere storico sul periodo dell'occupazione giapponese, con opere come Poktana (폭탄 아 / 爆彈 兒 - "La bomba") che racconta le avventure di un giovane coreana che combatte contro i giapponesi in Manciuria. Il sunjeong manhwa (순정 만화 / 純情 漫 畵) diventa un genere a sé con autori come Kwon Yeong-seop (권영섭), Choi Sang-rok (최상록), Jo Won-ki (조원기) e Jang Eun-ju (장은주). Ma questo periodo di euforia è di breve durata. Dopo il colpo di Stato del 16 maggio 1961 che portò al potere Park Chung-hee, la censura mina la creatività degli autori. Il distributore ed editore Habdong Munwhasa (합동 문화사) prende il controllo della distribuzione di fumetti acquisendo gli altri editori divenendo nel 1966 il monopolista dell'editoria e della distribuzione dei fumetti. Sebbene i fumetti coreani si trovino intrappolati sia nella censura statale che nel monopolio, continua la produzione di storie per bambini e drammatiche per adulti incentrati su soggetti storici tipici della produzione degli anni settanta e che consentono una leggera critica del potere. I coreani moderni si riconoscono nelle lotte feudali alla fine del periodo Joseon o nelle disavventure dei loro antenati. Questi manhawas permettono ai coreani di reclamare la loro storia dopo la censura dell'occupazione giapponese e i lunghi anni di guerra.
La prima lunga serie a fumetti di genere storico, Im Keog-jeong (임꺽정), viene pubblicata sul quotidiano Ilgan Sports nel 1972, realizzata da Go U-yeong (고우영), uno dei principali autori di questo periodo, autore anche delle serie Suhoji (수호지 / 水滸 志), Samgukji (삼국지 / 三國 志) adattamento della Storia dei Tre Regni e che divenne il suo più grande successo, Chohanji (초한지 / 楚漢 志), Seoyuki (서유기 / 西遊記) e Garujikijeon (가루지기 전). Queste lunghe storie storiche non erano prive di umorismo e di situazioni drammatiche. Sempre sul Ilgan Sports venne pubblicato da 1974 la serie Goindol (고인돌) di Park Su-dong ( 박수동) che venne pubblicata per diciotto anni e caratterizzata da una certa originalità e da un tono diretto e umoristico, trattando con discrezione una forma di erotismo allora proibito. Il settimanale Sunday Seoul domina il mercato del manhwa negli anni settanta grazie ai drammi storici di Bang Hak-ki (방학기) che si distinguono dal resto della produzione per la qualità delle sceneggiature e dei dialoghi. Esiste anche una produzione per i giovani realizzata da autori come Kil Chang-deok (길창덕), Yun Seung-hun (윤승훈), Park Su-dong (박수동) e Shin Mun -su (신문 수).

### Anni ottanta e novanta
Nel 1981, Kim Su-jeong (김수정), ispirandosi al manhwa per bambini degli anni settanta, realizza la serie sul dinosauro Dooly (아기 공룡 둘리) che sarà il primo manhwa ad avere una trasposizione a cartoni animati. Il grande successo della serie segna l'inizio di una nuova rinascita dei manhwa. Lee Hyeon-se (이현세) cambia radicalmente nel 1982 la modalità di diffusione dei manhwa pubblicando in diversi grandi volumi Gongpoui Oeingudan (공포 의 외인 구단 - una squadra di baseball formidabile). Il successo della serie porta alla riedizione in volume, manhwabang, la quale era stata un po' trascurata nel decennio precedente. Molti autori riprenderanno a pubblicare in volume, come Heo Yeong-man (허영만) o Park Ki-jeong (박기정): diversi altri lavorano esclusivamente per pubblicare in volume prima di farsi conoscere e lavorare per le riviste. La produzione di volumi a fumetti si sviluppa sull'onda del successo di Gongpoeu Oeingudan che diventa il modello nel suo genere: un eroe povero innamorato di una ragazza bella e ricca.
Grazie al successo delle edizioni in volume, anche le riviste di fumetti prosperano: le loro storie sono pubblicate prima a episodi sulle riviste settimanali o bisettimanali e poi in volume. Uno dei primi grandi successi fu Bomulseom (보물섬 - L'isola del tesoro) ideato nel 1982 e che pubblica autori come Lee Hyeon-se (이현세) e Hwang Mi-na (황미나). Nascono altre riviste che si fanno concorrenza fra di loro segmentando il mercato secondo criteri generazionali, sessuali o di gusto. Anche i manhwa per un pubblico femminile, censurati nel decennio precedente, acquisiscono nuovo vigore a partire da metà degli anni ottanta con autori come Kim Hye-rin (김혜린) Kang Gyeong-ok (강경옥) o Hwang Mi-na (황미나). Nel 1990 viene creata la rivista Renaissance che si occupa esclusivamente di manhwa sunjeong. Ci sono anche riviste specializzate in fantascienza e fantasia eroica.
Dopo la manifestazione del 10 giugno 1987 ed il cambio di governo, la censura si attenua e appaiono le prime storie contemporanee e realistiche di Lee Hee-jae (이희재). Molti giovani artisti, per lo più donne, scelgono i manhwa come mezzo di espressione, grazie ai sostegni finanziari scaturiti dal mercato. Dalla fine degli anni ottanta i manga giapponesi sono ammessi sul mercato coreano e, di fronte a un declino qualitativo dei manhwa, si sono gradualmente imposti. Ma molto rapidamente il mercato e gli autori coreani hanno saputo reagire e sono esordite riviste come IQ Jump o Young Champ create sul modello delle riviste giapponesi con gli autori lasciato liberi di creare le loro opere. Così Yang Young-sun (양영순) ha trattato le fantasie sessuali maschili in Nudl Nude (1995); la violenza quotidiana è affrontata da Lee Yoo-jeong (이유정). Questa libertà espressiva ha incoraggiato l'emergere di molte case editrici indipendenti, riviste e collettivi le cui opere vengono pubblicate sui manhwabang. Alla fine degli anni novanta, i prodotti coreani hanno ulteriormente rafforzato la loro presa sul mercato interno a discapito dei manga.

### Anni 2000
La società coreana altamente dinamica segue le mode con estrema rapidità, quindi il mercato dei manhwa offre molti generi, a volte influenzati dai manga, e si adatta alle novità. I giovani autori sperimentano cercando innovazioni radicali sia nello stile dei disegni che nella tipologia del supporto. La diffusione della banda larga favorisce la distribuzione di manhwa via Internet con siti di manhwabang che offrono l'acquisto di manhwa via internet. Una nuova metodologia di fruizione dei fumetti è nata e si è sviluppata grazie allo sviluppo e alla diffusione delle nuove tecnologie che permettono di scaricarli e leggerli sul cellulare. Tutte le società di telefonia mobile offrono manhwas ai loro abbonati, realizzati da dozzine di studi. Lo stato coreano sta cercando di diffondere e far conoscere i manhwa, ancora sconosciuti e troppo spesso assimilati ai manga, nel resto del mondo. Alcuni di essi vengono pubblicati in Europa, negli Stati Uniti e in Giappone.

## Caratteristiche
Il manhwa viene letto nella stessa direzione dei libri occidentali, orizzontalmente e da sinistra a destra, perché l'hangul, l'alfabeto coreano, è normalmente scritto e letto orizzontalmente, sebbene possa essere scritto e letto anche verticalmente da destra a sinistra, dall'alto in basso.

## Tipologie
- Manmun manhwa (만문만화/滿文漫畵), storia di una sola tavola;
- Myeongrang manhwa (명랑만화/明朗漫畵), manhwa umoristico per adulti;
- Sonyung manhwa, per lettori adolescenti, equivalente del giapponese shōnen;
- Sunjeong manhwa (순정만화/純情漫畵), destinato alle lettrici adolescenti, equivalente al giapponese shōjo;
- Tchungnyun, per giovani adulti (da 15 a 30 anni), equivalente al giapponese seinen;
- Takji manhwa (딱지만화), manhwa di genere avventuroso ambientati in occidente. La loro età dell'oro fu negli anni cinquanta.[3]

## Edizione estere

### Francia
In Francia, grazie al successo dei manga giapponesi, arriva anche il manhwa. La Corea è stata l'ospite d'onore del 30º Festival international de la bande dessinée d'Angoulême nel 2003. Tuttavia, il manwha non ha ancora trovato larga diffusione. Le edizioni SEEBD (Collections Saphira et Tokebi) fallirono nel 2008. Parte dei loro titoli furono rilevati da Samji che però poi cessò l'attività.

### Stati Uniti d'America
Fra i primi autori coreani pubblicati negli Stati Uniti, negli anni '60 e '70, ci fu Sanho Kim che ha lavorato per gli editori Charlton Comics, Warren Publishing Iron Horse Publishing, Skywald Publications e Marvel Comics.
Secondo il giornalista Paul Gravett, nel 1987 la Eastern Comics ha pubblicato il primo manhwa originale negli Stati Uniti. Grazie all'esplosione della popolarità dei manga nelle Americhe, molti dei titoli in licenza acquistati per il mercato americano cercano di emulare gli elementi popolari di altre serie di successo. Recentemente, webcomics di lunga durata serializzati tramite siti di portali Internet (ad es. Media Daum) e home page personali sono diventati il campo base creativo e popolare tra le giovani generazioni in Corea.

### Italia
I primi manhwa vennero pubblicati in Italia nella seconda metà degli anni novanta; da allora e negli anni a venire alcune case editrici, come Comic Art (con Armagedon), Planet Manga (con Shoma e Rainbow), e Star Comics (con Model e Priest), tentarono di far entrare i manhwa nel mainstream del fumetto italiano, senza tuttavia ottenere risultati confortanti, tanto che tutte le testate furono interrotte. Altri editori hanno iniziato a occuparsi di fumetti coreani, con maggior successo. Attualmente tra i maggiori editori italiani di manhwa sono da segnalare Flashbook (con Platina, serie in seguito interrotta), J-Pop (quest'ultima ha recuperato Model e Priest, precedentemente abbandonati da Star Comics) e Goen (con Savage Garden e Nobody Knows).